# Tantilla nigriceps
Tantilla nigriceps es una especie de serpiente de la familia Colubridae. Miden aproximadamente de 18 a 38 cm de largo, con un color tostado uniforme a gris parduzco. Sus escamas ventrales son blancas con una línea media rosada o anaranjada. Se distingue fácilmente de T. wilcoxi y T. yaquia por la ausencia de un collar ligero.

## Hábitat
La serpiente se encuentra en los estados estadounidenses de Colorado, Texas, Kansas, Nebraska, Oklahoma y Nuevo México y en México.
A menudo se encuentran en praderas rocosas o cubiertas de hierba, o en laderas aquí donde el suelo es húmedo. De vez en cuando se encuentran en sótanos.

## Comportamiento
Tantilla nigriceps es a menudo reservada y se puede encontrar buscando refugio en la hojarasca o en pequeñas madrigueras, mientras permanece activa durante la noche. Se ha recolectado de febrero a septiembre en Arizona, pero la mayoría se encuentra en agosto. Es susceptible a la desecación y es poco probable que se encuentre activo en la superficie o debajo de los escombros de la superficie en períodos o estaciones secas.

## Crianza
Se presume que ponen hasta tres huevos en la primavera o principios del verano, donde las crías comenzarán a emerger durante el verano.